# Gare de Blécourt
La gare de Blécourt est une halte ferroviaire française (fermée) de la ligne de Saint-Just-en-Chaussée à Douai, située sur le territoire de la commune de Sancourt, à proximité de Blécourt, dans le département du Nord, en région Hauts-de-France.

## Situation ferroviaire
Établie à 63 mètres d'altitude, la halte fermée de Blécourt est située au point kilométrique (PK) 199,744 de la ligne de Saint-Just-en-Chaussée à Douai, entre les gares de Cambrai (ouverte) et de Sancourt (fermée), la gare ouverte suivante est celle d'Aubigny-au-Bac.

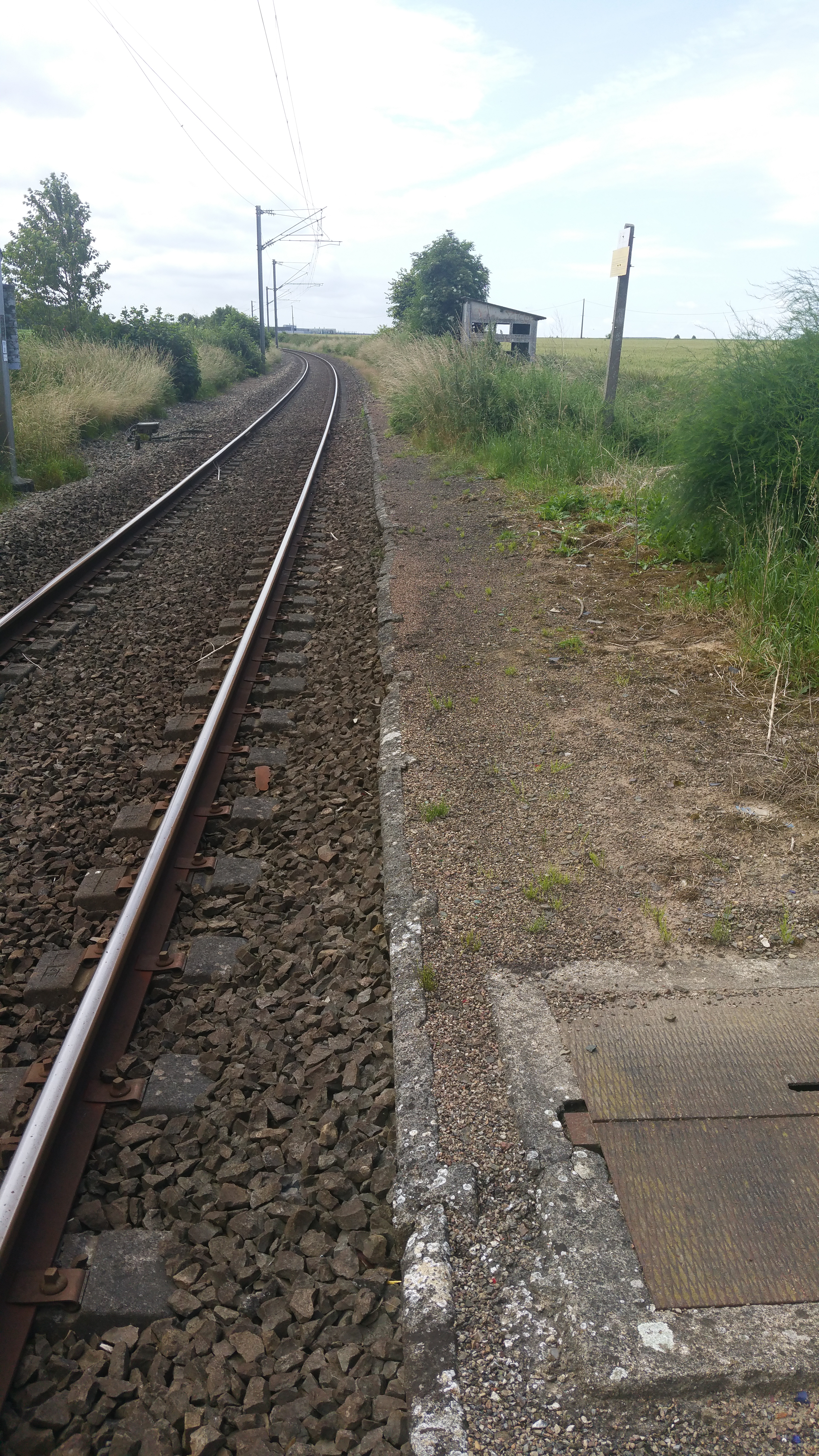
La halte en juin 2016.
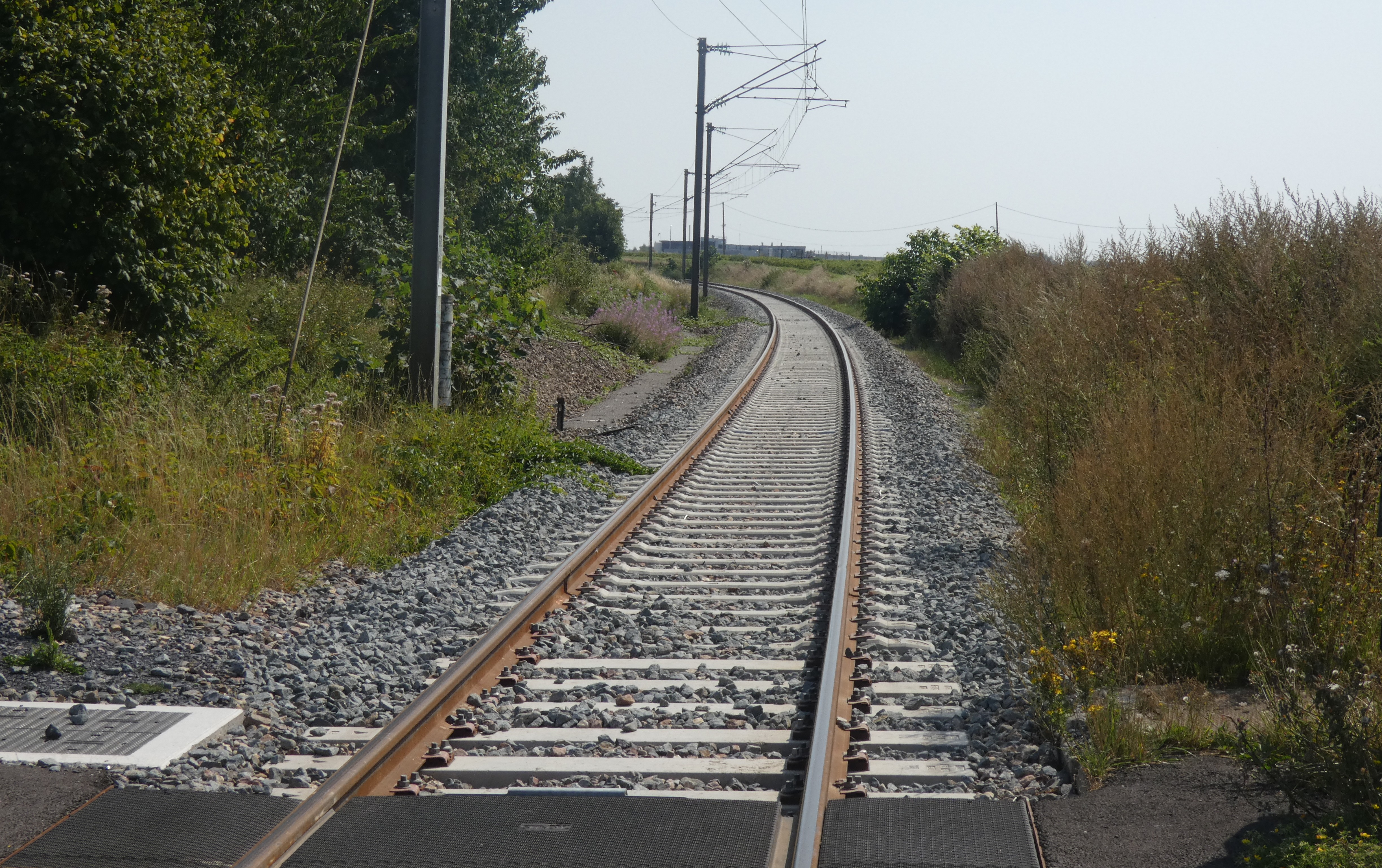
La halte en août 2025.

## Service des voyageurs
Fermée aux services ferroviaires.